# Oxycoleus obscurus
Oxycoleus obscurus là một loài bọ cánh cứng trong họ Cerambycidae.